# Дэвис, Латина
Латина Дениз Дэвис (англ. Latina Denise Davis; родилась 8 октября 1974 года в Уинчестере, штат Теннесси, США) — американская профессиональная баскетболистка, которая выступала в американской баскетбольной лиге. Она была выбрана на драфте ВНБА 2000 года в четвёртом раунде под общим пятидесятым номером клубом «Индиана Фивер», но так и не провела в женской НБА ни одной встречи. Играла на позиции атакующего защитника.

## Ранние годы
Латина Дэвис родилась 8 октября 1974 года в небольшом городке Уинчестер (Теннесси), училась она там же в средней школе Франклин-Каунти, в которой играла за местную баскетбольную команду.